# Marco Djuricin
Marco Djuricin (Viena, 12 de dezembro de 1992) é um futebolista profissional austríaco que atua como atacante. Atualmente, joga pelo Red Bull Salzburg.

## Carreira

### Carreira em clubes
Nasceu em Vienna, Djuricin começou jogando futebol no clube local SV Donau. Ainda durante sua infância ele também entrou no Austria Wien. Em 2008 , ele deixou o Áustria e se mudou para o germânico Hertha BSC, onde ele se juntou à base da academia ainda na sua infância. Em 2009, com o time sub-19 do Hertha alcaçou a final da DFB Youth Cup. Apesar do gol de empate de Djuricin, Hertha perdeu o jogo por 2–1 para o 1899 Hoffenheim.
No verão de 2010, Djuricin participou do treinamento no time principal. O técnico Markus Babbel do Hertha ficou impressionado com sua performance no campo, e chamou ele para os amistosos de pré-temporada do Hertha. Com sete gols, ele foi o jogador que mais marcou gols naqueles amistosos.
Com as lesões de Patrick Ebert, Raffael, e Daniel Beichler, Djuricin recebeu a primeira chamada para o time principal do Hertha, o primeiro jogo da Bundesliga. Ele veio a substituir aos 18 minutos seu amigo Rob, que tinha se machucado, e passou o placar para dois gols. Ele foi feito depois feito membro permanente do time principal. Ele passou a fazer oito aparições naquela temporada, todas como substituto, e depois de 80 minutos sendo substituído para não fazer nada. Hertha ganhou a Bundesliga que o levou ao topo da carreira.
Na temporada seguinte, Djuricin jogou com a competição no mais alto nível na Bundesliga e fez apenas duas aparições na temporada inteira. Depois no verão de 2012, Jos Luhukay, o novo técnico do Hertha anunciou que Djuricin, e junto com Sebastian Neumann e Fanol Perdedaj, não deveriam fazer parte do time principal. Dez dias depois, ele foi emprestado para o Jahn Regensburg por uma temporada.
Em 2 de setembro de 2012, Djuricin estreou no Jahn Regensburg. Está foi a primeira vez que ele começou uma partida profissional. Ele sozinho gerenciou o estabelecimento do clube, começando seis das 8 próximas partidas, mas ele se machucou no décimo terceiro jogo, e perdeu todos os jogos desde então.
Em 2013, depois de quatro anos jogando na Alemanha, ele retornou para a Áustria para assinar com o Sturm Graz. Pelas boas performances no Graz, estando no topo de gols mais feitos na Bundesliga Áustriaca, ele interessou o grande Red Bull Salzburg e assinou com eles em janeiro de 2015 por três anos e meio até o meio de 2018.

### Carreira internacional
Djuricin fez sua estreia internacional com o time sub-17 da Áustria. Em 2010 no campeonato europeu sub-19, ele marcou apenas um gol para a Áustria em todo o torneio. Porem, esse um gol foi o suficiente para a Áustria alcançar a vitória sobre a Holanda e um lugar na Copa do Mundo Sub-20 de 2011. Djuricin citou este gol como seu gol favorito em toda sua carreira. Ele depois perdeu a Copa Do Mundo Sub-20 depois de se machucar antes da primeira partida.
Ele fez sua estreia na seleção principal em 27 de Março de 2015, em um jogo de qualificação da UEFA Euro 2016 distante de Liechtenstein no Rheinpark Stadion, em Vaduz , substituindo Marc Janko para a final aos 13 minutos para uma vitória por 5-0.

## Vida Pessoal
O pai de Djuricin, Goran, também foi jogador e foi assistente técnico do time nacional sub-19 por seis meses. Ele é atualmente o técnico de um clube amador chamado ASK Ebreichsdorf

## Estatísticas da Carreira
| Performance no Clube                    | Performance no Clube | Performance no Clube | Liga         | Liga | Campeonato   | Campeonato   | Continental  | Continental | Total        | Total | Ref.   |
| Clube                                   | Liga                 | Temporada            | Assistências | Gols | Assistências | Gols         | Assistências | Gols        | Assistências | Gols  | Ref.   |
| Alemanha                                | Alemanha             | Alemanha             | Liga         | Liga | DFB-Pokal    | DFB-Pokal    | Europa       | Europa      | Total        | Total | Ref.   |
| --------------------------------------- | -------------------- | -------------------- | ------------ | ---- | ------------ | ------------ | ------------ | ----------- | ------------ | ----- | ------ |
| Hertha BSC                              | 2. Bundesliga        | 2010–11              | 9            | 2    | 0            | 0            | —            | —           | 9            | 2     | [ 9 ]  |
| Hertha BSC II                           | Regionalliga Nord    | 2010–11              | 7            | 3    | —            | —            | —            | —           | 7            | 3     | [ 9 ]  |
| Hertha BSC II                           | Regionalliga Nord    | 2011–12              | 16           | 9    | —            | —            | —            | —           | 16           | 9     | [ 10 ] |
| Hertha BSC                              | Bundesliga           | 2011–12              | 2            | 0    | 0            | 0            | —            | —           | 2            | 0     | [ 10 ] |
| Hertha BSC totals                       | Hertha BSC totals    | Hertha BSC totals    | 11           | 2    | 0            | 0            | —            | —           | 11           | 2     | —      |
| Hertha BSC II totals                    | Hertha BSC II totals | Hertha BSC II totals | 23           | 12   | —            | —            | —            | —           | 23           | 12    | —      |
| Jahn Regensburg                         | 2. Bundesliga        | 2012–13              | 16           | 3    | 1            | 0            | —            | —           | 17           | 3     | [ 11 ] |
| Áustria                                 | Áustria              | Áustria              | Liga         | Liga | Austrian Cup | Austrian Cup | Europa       | Europa      | Total        | Total | Ref.   |
| Sturm Graz                              | Bundesliga           | 2013–14              | 18           | 6    | 3            | 1            | 2            | 0           | 23           | 7     | [ 8 ]  |
| Sturm Graz                              | Bundesliga           | 2014–15              | 18           | 11   | 3            | 6            | —            | —           | 21           | 17    | [ 8 ]  |
| Total na Sturm Graz                     | Total na Sturm Graz  | Total na Sturm Graz  | 36           | 17   | 6            | 7            | 2            | 0           | 44           | 24    | —      |
| Total na Carreira                       | Total na Carreira    | Total na Carreira    | 85           | 34   | 7            | 7            | 2            | 0           | 94           | 41    | —      |
| Ultima Atualização: 13 Dezembro de 2014 |                      |                      |              |      |              |              |              |             |              |       |        |

## Prêmios
Red Bull Salzurg
- Campeonato Austríaco de Futebol (1):2014–15